# Obdélníkový průběh

Sinusový, obdélníkový, trojúhelníkový a pilovitý průběh signálu

Obdélníkový průběh je nesinusový periodický průběh signálu, u něhož se okamžitá hodnota signálu s konstantní frekvencí skokově mění mezi minimální a maximální hodnotou. V ideálním případě, který není realizovatelný fyzickými systémy, je přechod mezi oběma úrovněmi okamžitý.
Obdélníkový průběh je speciálním případem pravoúhlého průběhu, u kterého je libovolný poměr mezi trváním maxima a minima. Jejich poměr se nazývá střída signálu. Skutečný obdélníkový průběh má střídu 1.
Obdélníkový průběh se často objevuje v elektronice a při zpracování signálu, zejména v případě číslicové techniky a při digitálním zpracování signálu. Jeho stochastickou varianta se nazývá dvoustavová trajektorie.

## Původ a použití
Obdélníkový průběh se obecně vyskytuje v digitálních systémech a je přirozeně generován binárními, dvoustavovými, logickými zařízeními. Obdélníkový průběh je typicky generován obvody tvořenými tranzistory MOSFET, která se vyznačují rychlým přepínáním mezi stavy vypnuto a zapnuto, na rozdíl od bipolárních tranzistorů, jejichž postupnému otevírání a zavírání je bližší sinusový průběh signálu.

## Definice
Obdélníkový průběh lze matematicky zapsat mnoha vzájemně ekvivalentními způsoby, které se mohou lišit v místech skoků:
Jednou z možností je aplikace funkce signum na sinus:
{\displaystyle {\begin{aligned}x(t)&=\operatorname {sgn} \left(\sin {\frac {2\pi t}{T}}\right)=\operatorname {sgn}(\sin 2\pi ft)\\v(t)&=\operatorname {sgn} \left(\cos {\frac {2\pi t}{T}}\right)=\operatorname {sgn}(\cos 2\pi ft),\end{aligned}}}
která dává jedničku pro kladnou hodnotu funkce sinus, −1 pro zápornou a 0 pro 0. T je perioda obdélníkového průběhu, nebo ekvivalentně, f je frekvence, kde f = 1/T.
Obdélníkový průběh lze definovat pomocí Heavisideovy funkce u(t) nebo obdélníkové funkce Π(t):
{\displaystyle {\begin{aligned}x(t)&=2\left[\sum _{n=-\infty }^{\infty }\Pi \left({\frac {2(t-nT)}{T}}-{\frac {1}{2}}\right)\right]-1\\&=2\sum _{n=-\infty }^{\infty }\left[u\left({\frac {t}{T}}-n\right)-u\left({\frac {t}{T}}-n-{\frac {1}{2}}\right)\right]-1.\end{aligned}}}
Obdélníkový průběh lze také generovat použitím funkce „celá část“ (anglicky floor, značení {\displaystyle \lfloor \rfloor }), a to buď přímo:
{\displaystyle x(t)=2\left(2\lfloor ft\rfloor -\lfloor 2ft\rfloor \right)+1}
nebo nepřímo:
{\displaystyle x(t)=\left(-1\right)^{\lfloor 2ft\rfloor }.}

## Fourierova analýza

Šest šipek reprezentuje prvních čest členů Fourierova rozvoje obdélníkové vlny. Dva kroužky dole reprezentují přesný obdélníkový průběh (modrý) a jeho aproximaci Fourierovou řadou (fialový).

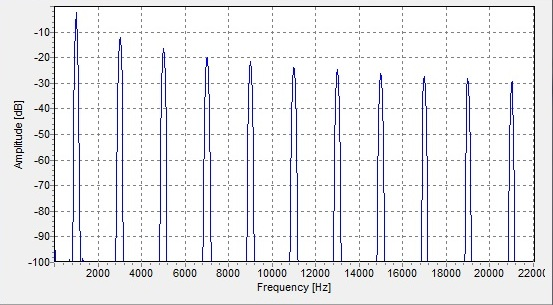
(Liché) harmonické obdélníkového průběhu o frekvenci 1000 Hz

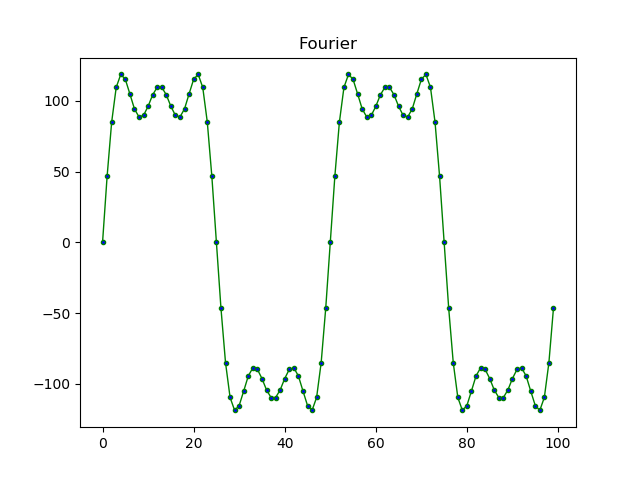
Graf ukazující první 3 členy Fourierovy řady obdélníkového průběhu

Použitím Fourierova rozvoje s frekvencí f v čase t lze ideální obdélníkový průběh s amplitudou 1 reprezentovat nekonečnou sumou sinusových vln:
{\displaystyle {\begin{aligned}x(t)&={\frac {4}{\pi }}\sum _{k=1}^{\infty }{\frac {\sin \left(2\pi (2k-1)ft\right)}{2k-1}}\\&={\frac {4}{\pi }}\left(\sin(\omega t)+{\frac {1}{3}}\sin(3\omega t)+{\frac {1}{5}}\sin(5\omega t)+\ldots \right),&{\text{kde }}\omega =2\pi f.\end{aligned}}}
Ideální obdélníkový průběh obsahuje pouze komponenty s lichými harmonickými frekvencemi (tvaru 2π(2k − 1)f); pilovitý průběh a skutečné signály obsahují všechny celočíselné harmonické.
Významnou vlastností při reprezentaci obdélníkového průběhu pomocí konvergenci Fourierových řad je Gibbsův jev. S tímto jevem souvisí zvonivé artefakty v neideální obdélníkového průběhu. Gibbsův jev lze odstranit použitím σ-aproximace, která používá Lanczosův sigma faktor, aby posloupnost konvergovala hladčeji.
U matematicky ideálního obdélníkového průběhu jsou změny mezi stavy okamžité, a bez překmitu a předekmitu. Takový průběh je nemožné na fyzických systémech dosáhnout, protože by vyžadoval nekonečnou šířku pásma.

Animace aditivní syntézy obdélníkového průběhu s rostoucím počtem harmonických

Obdélníkové vlny ve fyzických systémech mají pouze konečnou šířku pásma a často vykazují zvonivé efekty, které se podobají Gibbsovu jevu nebo vlnkové efekty podobné těm, ke kterých dochází při σ-aproximaci.
Pro dobrou aproximaci obdélníkového průběhu musí být přítomná alespoň základní frekvence a třetí harmonická, měla by však být přítomná i pátá harmonická. Tyto požadavky na šířku pásma jsou důležité pro číslicovou elektroniku, kde se používají analogové aproximace obdélníkového průběhu, které mají konečnou šířkou pásma. (Zvonivé tranzienty je důležité uvažovat při návrhu elektroniky, protože mohou překročit meze elektrických parametrů obvodu nebo způsobí, že špatně umístěný threshold bude několikrát překročen.)

## Charakteristiky nedokonalého obdélníkového průběhu
Jak bylo zmíněno, u ideálního obdélníkového průběhu jsou přechody stavy okamžité. V praxi se toho nikdy nedosáhne, kvůli fyzickým omezením systému, který generuje signál. Doby, než signál dosáhne z nízké úrovně vysokou a naopak se nazývají trvání čela vlny a trvání týlu vlny.
Pokud je tlumení systému nadkritické, tvar vln nikdy ve skutečnosti nedosáhne teoretické vysoké a nízké úrovně, a pokud tlumení systému je podkritické, bude oscilovat mezi vysokou a nízkou úrovní než se ustálí. V těchto případech se trvání čela a týlu vlny měří mezi určitou střední úrovní, například 5 % a 95 %, nebo 10 % a 90 %. Šířka pásma systému závisí na přechodových časech vlny; existují vzorce, které umožňují určit jeden z parametrů z druhého.